# Villa Hidalgo kommun, Oaxaca
Villa Hidalgo är en kommun i Mexiko.   Den ligger i delstaten Oaxaca, i den sydöstra delen av landet, 400 km sydost om huvudstaden Mexico City.
Följande samhällen finns i Villa Hidalgo:
- Pozo Conejo